# Thomas Hoving
Thomas Pearsall Field Hoving, né le 15 janvier 1931 à New York, mort le 10 décembre 2009, est un ancien directeur du Metropolitan Museum of Art de New York.
Fils de Walter Hoving (en), le président de BonwitTeller (en), un grand magasin de New York, et aussi le directeur de Tiffany & Company, Thomas Hoving grandit dans un milieu aisé. 
Diplômé de la Hotchkiss School (en) en Connecticut, et de l'Université de Princeton, il entra au Met en 1959, dans l'équipe chargée du département médiéval des Cloîtres. Il devint conservateur de ce département en 1965.  
Hoving fut nommé directeur du Met en 1967 après la mort de James J. Rorimer, poste auquel il reste jusqu'en 1977. Il organisa durant cette période une importante expansion et rénovation du musée.
Il quitta le Met le 30 juin 1977 pour créer une société de consultation indépendante pour les musées, Hoving Associates. Il écrivit par la suite plusieurs livres et articles portant sur des sujets artistiques et sur Grant Wood, Andrew Wyeth et Toutânkhamon.

## Sélection d'ouvrages
Ouvrages publiés Hoving comprennent 134 œuvres de 221 publications en 12 langues et la bibliothèque de 18.123 exploitations. 
- Tutankhamun, the Untold Story; 12 éditions publiées entre 1978 et 2002 en 5 langues et détenus par les bibliothèques dans le monde 2582[4].
- Making the Mummies Dance: Inside the Metropolitan Museum of Art; 9 éditions publiées entre 1993 et 1994 en anglais et indéterminé et détenus par les bibliothèques dans le monde 1562[4].
- King of the Confessors; 14 éditions publiées entre 1981 et 2001 en 4 langues et détenus par les bibliothèques dans le monde 1466[4].
- Art for Dummies; 6 numéros publiés entre 1999 et 2001 en 3 langues et détenus par les bibliothèques dans le monde 1291[4].
- Andrew Wyeth: Autobiography; 6 numéros publiés entre 1995 et 2000 en anglais et détenus par les bibliothèques dans le monde 1223[4].
- False Impressions: the Hunt for Big-Time Art Fakes; 10 éditions publiées entre 1996 et 1999 en anglais et indéterminé et détenus par les bibliothèques dans le monde 1132[4].
- Greatest Works of Art of Western Civilization; 3 éditions publiées entre 1997 et 2003 en anglais et lieu de 767 bibliothèques dans le monde[4].
- Masterpiece; 7 éditions publiées entre 1986 et 1990 en 4 langues et détenus par 760 bibliothèques dans le monde[4].
- Discovery; 2 éditions publiées en 1989 en anglais et tenue par 617 bibliothèques dans le monde[4].